# Zeres
Zeres era esposa de Hamã, mencionado no Livro de Ester. A Bíblia relata que Hamã, indignado depois de ver que Mordecai não se prostrou diante dele, voltou para casa para consultar seus amigos e sua esposa. Zeres aconselhou seu marido para que ele erigisse uma estaca de 22 metros de altura para pendurar nela Mordecai. No entanto, Hamã mais tarde informou que ele não seria capaz de vencer Mordecai. Seus planos logo foram anulados quando o rei Assuero ordenou que Hamã fosse enforcado na mesma forca que ele havia preparado para Mordecai.
Os dez filhos de Hamã foram mortos em batalha e seus corpos foram pendurados na mesma força em que seu pai foi enforcado. O relato bíblico não registra o destino de Zeres, sendo o nome dela aparecendo somente duas vezes narrativa, ambas as vezes como conselheira de seu marido. Segunda tradição, após a morte de Hamã, Zeres fugiu em desgraça com seus 70 filhos restantes. Eles foram reduzidos a implorar de porta em porta para permanecerem vivos.
O Midraxe a retrata como mais perversa do que seu marido. De todos os conselheiros de Hamã, ela era sua melhor conselheira. Em um relato midrasico, foi ela quem aconselhou Hamã a matar os judeus como punição pela recusa de Mordecai em se curvar a ele. O Midraxe elabora que os amigos de Hamã eram amantes de sua esposa e que Hamã também tinham amantes. Os rabinos prescrevem que no Purim todos devem dizer: "Maldito seja Hamã, maldito seja seus filhos, maldito seja Zeres sua esposa", cumprindo assim Provérbios 10:7, que reza: “A memória deixada pelos justos será uma bênção, mas o nome dos ímpios apodrecerá”.